# 人吉球磨
人吉球磨（ひとよしくま）は、熊本県南部に位置する人吉盆地エリアを示す総称である。エリア内には複数の市町村が存在しており、それら市町村は人吉球磨広域市町村圏を形成している。行政区分を越えて、当該地域においては1つのエリアとして長年にわたり認識されてきた。

## 概要
人吉球磨は、山々に囲まれた人吉盆地に、日本三急流の球磨川が中央を流れる自然豊かな地域である。作家の司馬遼太郎は紀行集「街道をゆく」の中で、当地を「日本でもっとも豊かな隠れ里」と称した。
歴史的には、鎌倉初期から明治維新期の約700年余りを相良氏が統治した。2015年には、「『相良700年が生んだ保守と進取の文化』～日本でもっとも豊かな隠れ里-人吉球磨～」として「日本遺産」に認定された。

## 市町村
人吉球磨を構成する10市町村は以下に示す。これらは個別の市町村を越えて、人吉球磨広域行政組合を結成し、広域にわたる総合的な計画の策定を行っている。
- 人吉市

- 錦町
- あさぎり町
- 多良木町
- 湯前町
- 水上村
- 相良村
- 五木村
- 山江村
- 球磨村

## 歴史
人吉球磨エリアには、紀元前5～6千年前の人々が狩猟を主として生活していた時代から既に人々が住み着いていたことが分かっている。弥生時代には、発展的な農耕社会が形成されていたと想定される。
鎌倉時代初期には、当時の幕府から地頭に任命された相良氏が統治を行い、明治維新期までの700年余りにわたって同氏による当地が継承されていた。明治期になり廃藩置県が行われたことで、当地には人吉県が置かれるようになる。
2015年4月24日には、上記の歴史およびストーリーが日本遺産｢相良700年が生んだ保守と進取の文化 ～日本でもっとも豊かな隠れ里─人吉球磨～｣として認定された。また、日本遺産の構成文化財の1つである 「幸野溝、百太郎溝水路群」が2016年11月に「世界灌がい施設遺産」に認定された。